# Рафаел Родрігіш
Рафае́л Ве́ла Родрі́гіш (порт. Rafael Vela Rodrigues; нар. 27 січня 2002) — португальський футболіст, захисник клубу «Бенфіка», який на правах оренди виступає за еміратський «Аль-Айн».

## Клубна кар'єра

### «Бенфіка»
Виступав за юнацькі команди «Олівейра-ду-Байрру» та «Ештаррежа», після чого 2014 року приєднався до академії лісабонської «Бенфіки».
19 квітня 2021 року дебютував за резервну команду в матчі Сегунда-ліги проти «Візели». У сезоні 2021–22 з молодіжною командою «Бенфіки» (до 19 років) виграв Юнацьку лігу УЄФА та Міжконтинентальний кубок.
24 лютого 2024 року в поєдинку Сегунда-ліги проти «Вілаверденсе» забив свій перший гол у кар'єрі. 27 лютого 2024 року продовжив контракт з «Бенфікою» до 2027 року.

#### Оренда в АВС
9 липня 2024 року відправився у сезонну оренду в клуб АВС. 10 серпня дебютував за нову команду в матчі Прімейра-ліги проти «Насьйонала», вийшовши в стартовому складі. 13 квітня 2025 року в поєдинку Прімейра-ліги проти «Браги» забив свій перший гол за АВС.

#### Оренда в «Аль-Айн»
28 липня 2025 року орендований на сезон в еміратський «Аль-Айн».

## Кар'єра в збірній
Виступав за збірні Португалії до 16, до 17, до 18, до 19 і до 20.
У травні 2022 року отримав перший виклик до збірної Португалії до 21 року для участі в матчах кваліфікації молодіжного чемпіонату Європи 2023 проти збірних Білорусі, Ліхтенштейну і Греції. 4 червня 2022 року в поєдинку з Білоруссю дебютував за молодіжну збірну Португалії.
В червні 2025 року потрапив в заявку збірної до 21 року на молодіжний чемпіонат Європи в Словаччині. На турнірі провів один матч, а його команда дійшла до чвертьфіналу, де поступилась нідерландцям.

## Статистика виступів
Станом на 1 червня 2025
| Клуб              | Сезон             | Чемпіонат         | Чемпіонат | Чемпіонат | Кубок | Кубок | Кубок ліги | Кубок ліги | Єврокубки | Єврокубки | Інші  | Інші | Всього | Всього |
| Клуб              | Сезон             | Дивізіон          | Матчі     | Голи      | Матчі | Голи  | Матчі      | Голи       | Матчі     | Голи      | Матчі | Голи | Матчі  | Голи   |
| ----------------- | ----------------- | ----------------- | --------- | --------- | ----- | ----- | ---------- | ---------- | --------- | --------- | ----- | ---- | ------ | ------ |
| Бенфіка Б         | 2020–21           | Сегунда-ліга      | 1         | 0         | —     | —     | —          | —          | —         | —         | —     | —    | 1      | 0      |
| Бенфіка Б         | 2021–22           | Сегунда-ліга      | 16        | 0         | —     | —     | —          | —          | —         | —         | —     | —    | 16     | 0      |
| Бенфіка Б         | 2022–23           | Сегунда-ліга      | 31        | 0         | —     | —     | —          | —          | —         | —         | —     | —    | 31     | 0      |
| Бенфіка Б         | 2023–24           | Сегунда-ліга      | 28        | 1         | —     | —     | —          | —          | —         | —         | —     | —    | 28     | 1      |
| Бенфіка Б         | Всього            | Всього            | 76        | 1         | 0     | 0     | 0          | 0          | 0         | 0         | 0     | 0    | 76     | 1      |
| → АВС             | 2024–25           | Прімейра-ліга     | 21        | 1         | 1     | 0     | 0          | 0          | —         | —         | 2     | 0    | 24     | 1      |
| → Аль-Айн         | 2025–26           | Про-ліга          | 0         | 0         | 0     | 0     | 0          | 0          | —         | —         | 0     | 0    | 0      | 0      |
| Всього за кар'єру | Всього за кар'єру | Всього за кар'єру | 97        | 2         | 1     | 0     | 0          | 0          | 0         | 0         | 2     | 0    | 100    | 2      |

1. ↑  Матчі плей-оф підвищення/пониження Прімейра-ліги

## Досягнення
«Бенфіка» (мол.)
- Переможець Юнацької ліги УЄФА: 2021–22[21]
- Володар Міжконтинентального кубка (до 20 років): 2022[22]